# Довжик, Самуил Аронович
Самуил Аронович Довжик — советский учёный в области аэродинамики, сотрудник ЦАГИ, лауреат Сталинской премии (1943).

## Биография
Родился в 1905 году.
В 1929—1989 годах работал в ЦАГИ.
В 1943 году получил с коллегами Сталинскую премию 2-й степени:

Довжик, Самуил Аронович, зам. нач. лаборатории, Ушаков, Константин Андреевич, Абрамович, Генрих Наумович, Глазер, Моисей Вениаминович, сотрудники ЦАГИ имени Н. Е. Жуковского, Ложкин, Борис Григорьевич, нач. группы конторы «Стальконструкция», — за создание новой аппаратуры для целей испытания в области самолётостроения.

Умер в 1993 году.

## Труды
- Направляющие аппараты центробежных нагнетателей : экспериментальное исследование лопаточного направляющего аппарата на выходе из колеса / С. А. Довжик. ― Москва, 1937. ― (Труды Центрального аэрогидродинамического института имени профессора Н. Е. Жуковского ; вып. 331).
- Исследoвания пo аэрoдинамике oсевoгo дoзвукoвoгo кoмпрессoра [Текст] / Довжик Самуил Аронович - Москва : [б. и.], 1968. - 279 с., 2 л. граф. : ил. - (Труды Центрального аэрогидродинамического института им. Н. Е. Жуковского ; вып. 1099). - Библиогр.: с. 275-278.

## Патенты
Пневматическая установка для транспортирования грузов